# Schloss Maggenberg

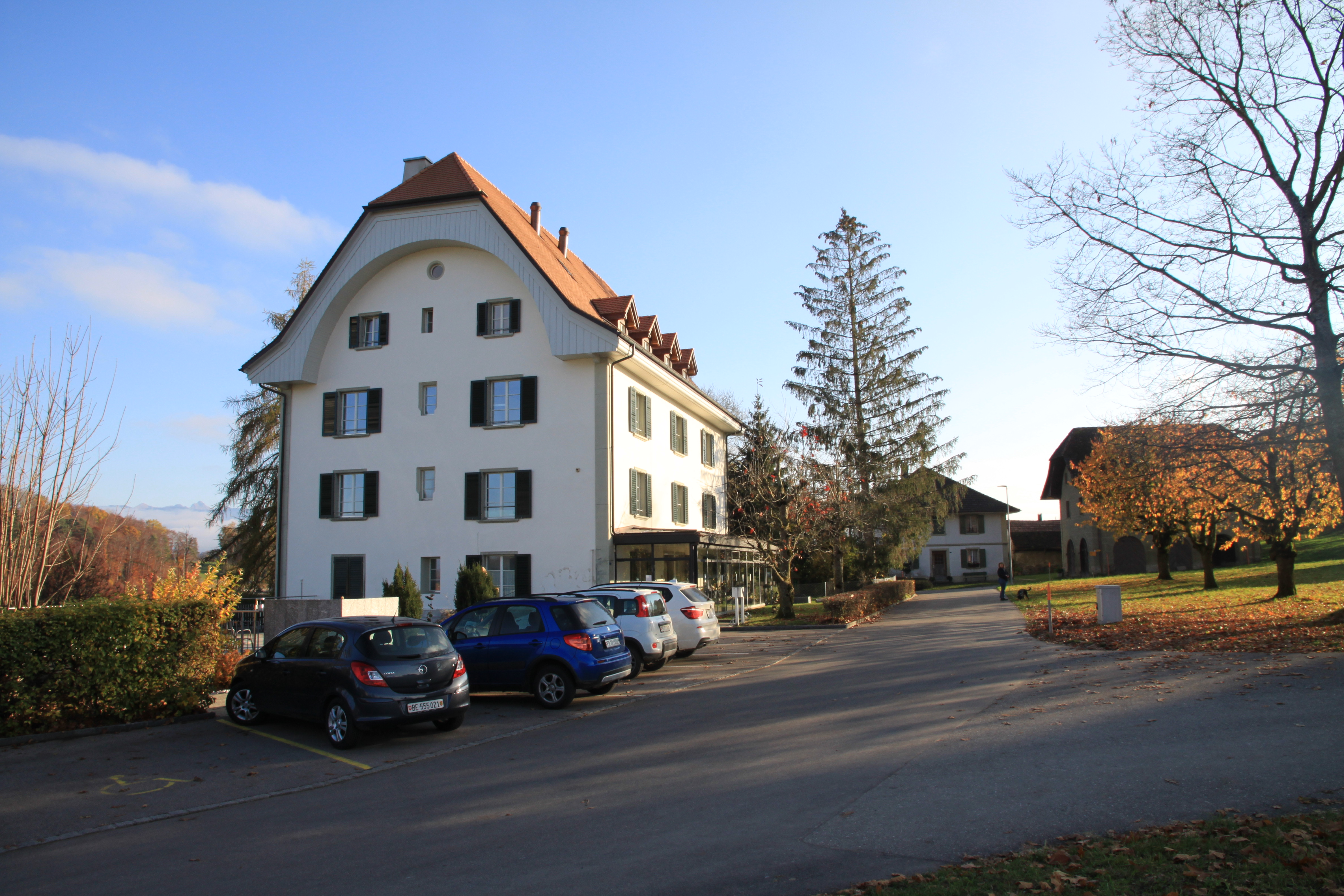
Schloss Maggenberg von Nordwesten

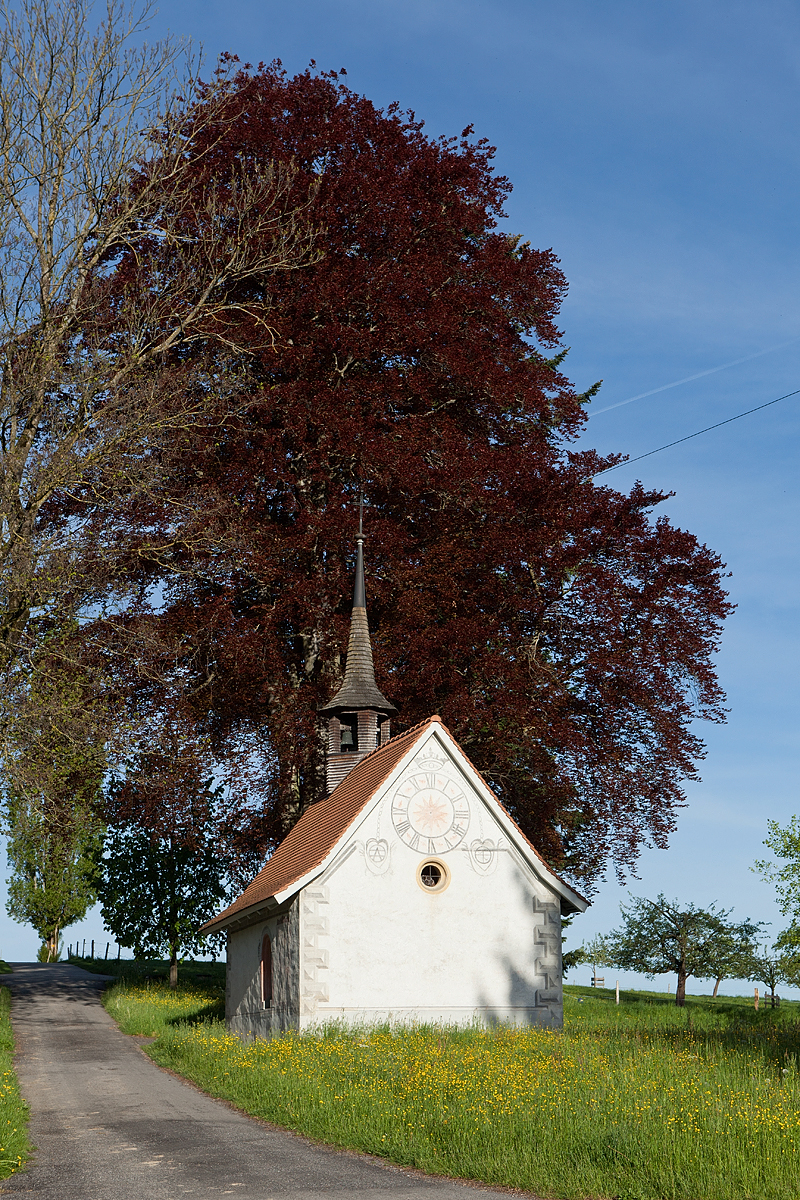
Kapelle St. Peter und Paul vor einer stattlichen Rotbuche

Das Schloss Maggenberg ist ein Herrensitz aus dem 16. Jahrhundert in der Gemeinde Tafers im Kanton Freiburg in der Schweiz. Sein Vorgängerbau stand einige hundert Meter hügelaufwärts im Maggenbergerwald und ist historisch nicht eindeutig belegt. Das Gebäude gehört der Stiftung Personalhaus Maggenberg. Es beherbergt die Spitex Sense und die Kindertagesstätte Zauberschlössli.

## Geschichte
Laut Heribert Reiners, ehemaliger Professor für Kunstgeschichte an der Universität Freiburg i. Üe. und Autor des Werkes «Burgen und Schlösser des Kantons Freiburg», existierten zwei Burgen: Obermaggenberg in Alterswil und Niedermaggenberg in Tafers. Er geht davon aus, dass Niedermaggenberg die ältere der beiden und Stammschloss der Ritter von Maggenberg war. Dieser Bau stand auf dem bewaldeten Hügel, etwas nördlich des heutigen Schlosses, im Maggenbergwald. Diese Burg dürfte gegen Ende des 13. Jahrhunderts zerstört worden sein. Vermutlich wählten die Ritter von Maggenberg für einen Neubau einen sichereren Standort im Landesinneren hoch auf den Sensefelsen, wo sie in der Gemeinde Alterswil Obermaggenberg errichten liessen. Auch diese Burg wurde zerstört, angenommen wird die Zeit nach der Schlacht bei Sempach 1386.
Das heutige Schloss Maggenberg steht etwa 300 m südöstlich der ehemaligen Stammburg. Wann es errichtet wurde, ist nicht gesichert. Laut Kulturhistoriker Jean-Pierre Anderegg stammt es aus den 1530er Jahren. Trotz wesentlicher Veränderungen im 17. und 20. Jahrhundert hat sich der grosse, dreigeschossige, spätgotische Baukörper mit dem Steildach bis heute erhalten.

## Gebäudebestand
Zum Schloss gehörten früher noch Nebengebäude. Die Kapelle St. Peter und Paul stammt aus der 1. Hälfte des 16. Jahrhunderts. Den Innenraum prägt eine Rundtonne und sparsam gesetzte, bemerkenswerte Rokoko-Stukkaturen sowie ein vorzügliches Retabel aus Stuckmarmor in Beige und Rosa von Johann Jakob und Franz Josef Moosbrugger um 1750 mit gleichzeitigem Petrusbild wahrscheinlich von Josef Sauter. An der Südseite findet sich auf einem polychromen Fresco eine Kreuzigung aus dem 17. Jahrhundert. Die Kapelle wurde 1978 und 1992 renoviert. Das Pächterhaus, ein langgestreckter Bau von Zimmermeister Rudolf Zumwald mit Doppelställen und gemauertem Wohnteil, stammt aus dem Jahr 1742. Der ungewöhnlich repräsentative Kornspeicher aus Sandsteinquadern, der über eine Kutscherremise mit Arkaden gesetzt ist, dürfte auf das Ende des 18. Jahrhunderts zurückgehen. Das klassizistische Gärtnerhaus wurde wohl zu Beginn des 19. Jahrhunderts erbaut.

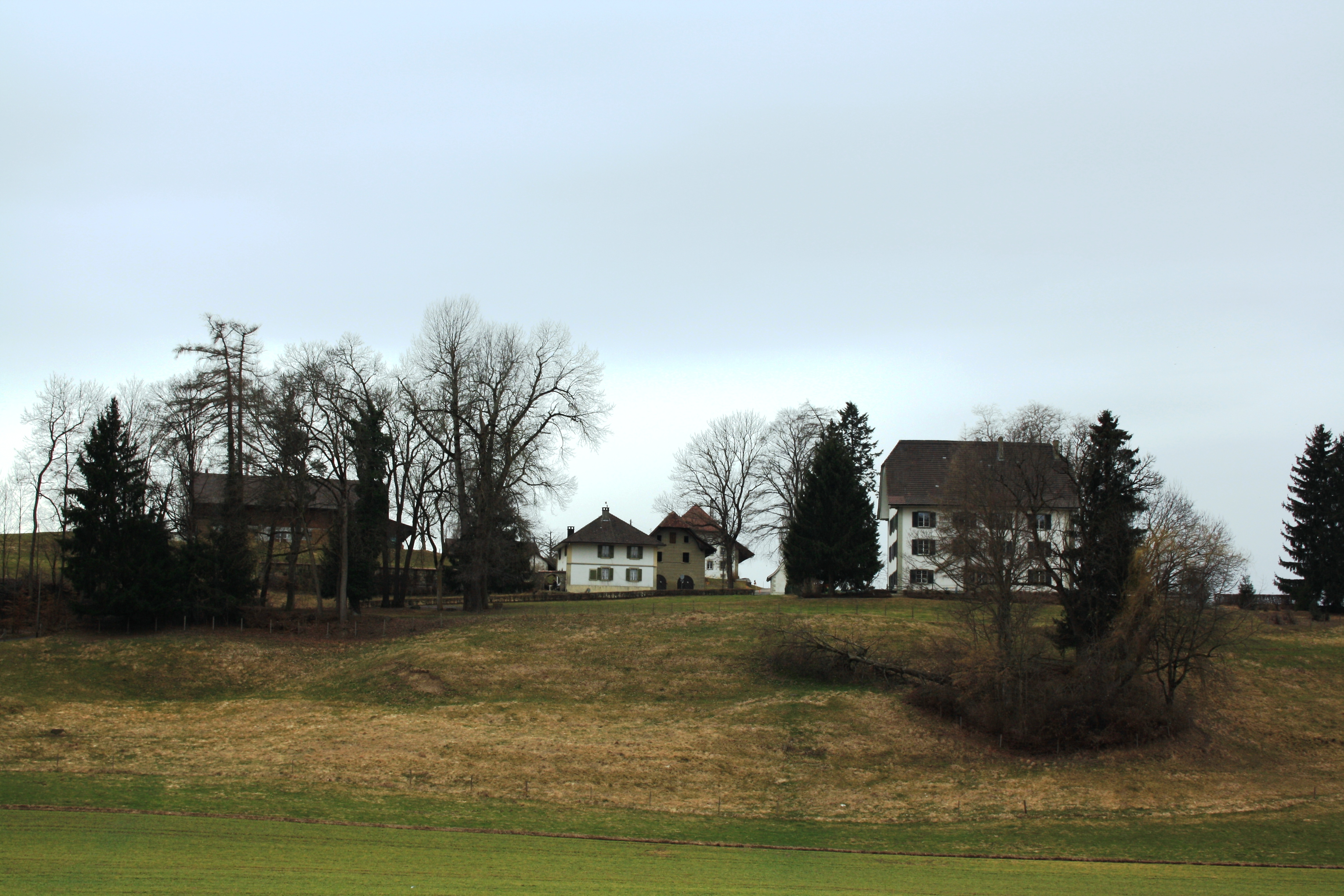
Maggenberg in der Gemeinde Tafers
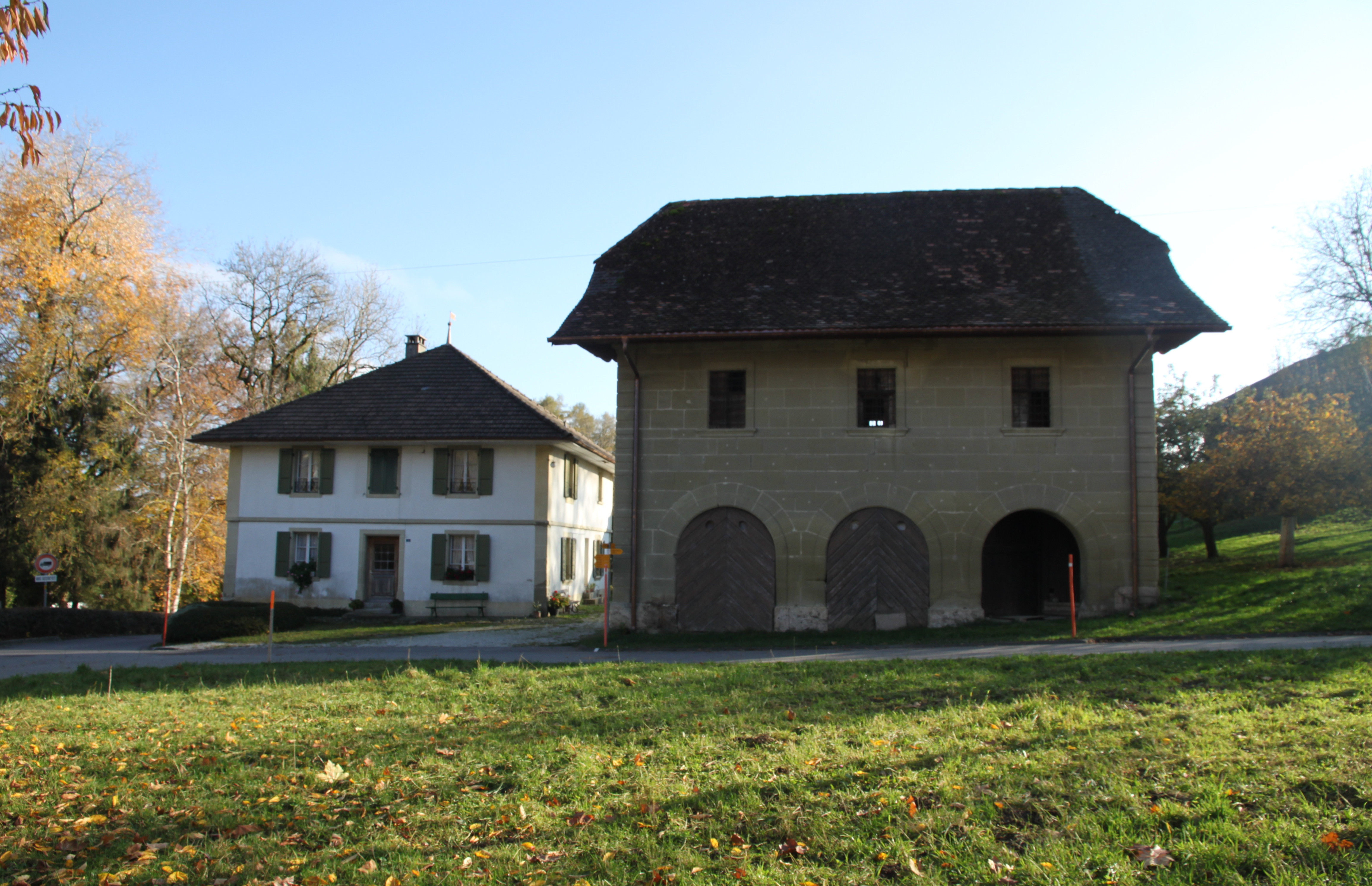
Kutscherremise mit Arkaden und darüber Kornspeicher; links das Gärtnerhaus
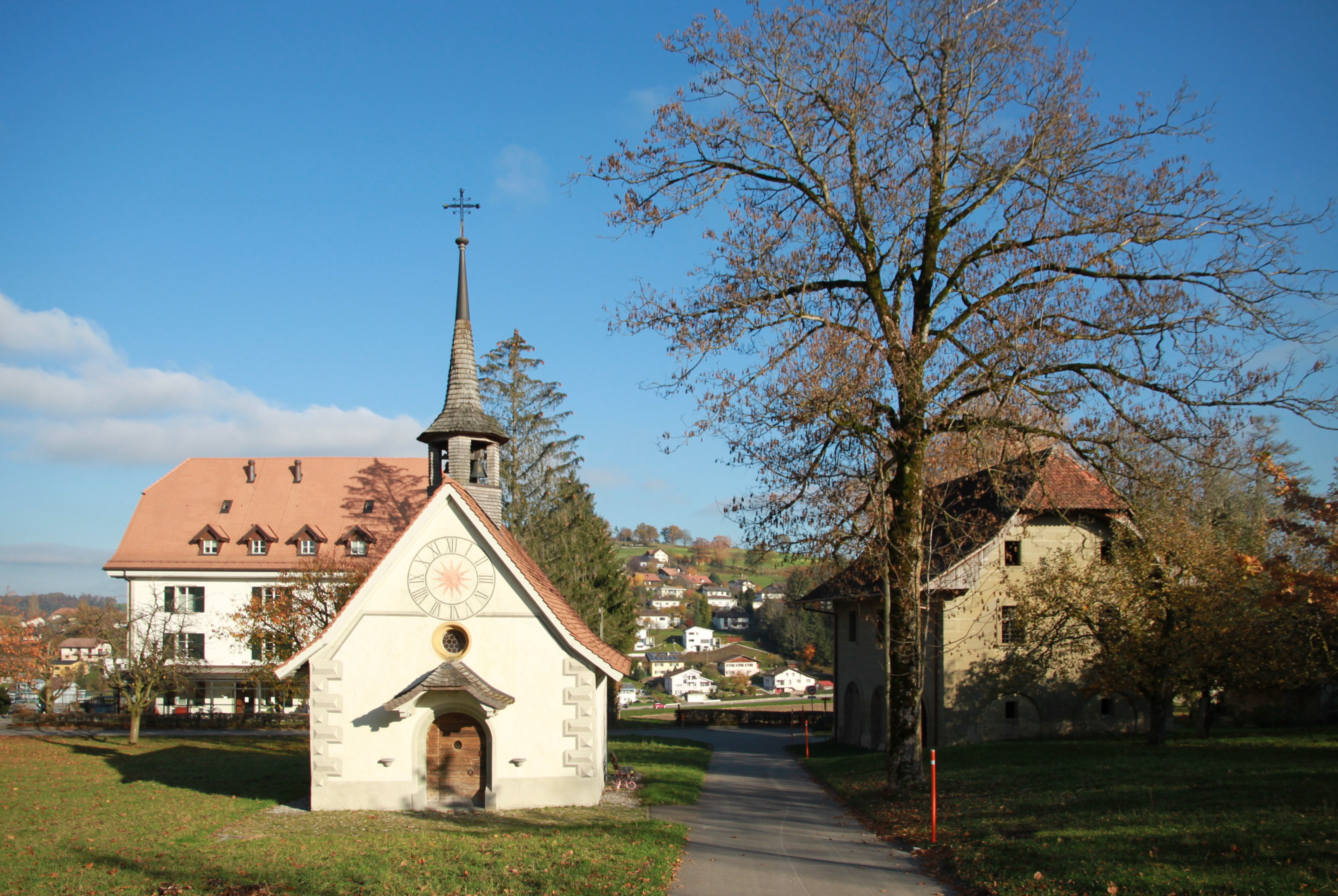
Kapelle St. Peter und Paul, dahinter links das Schloss
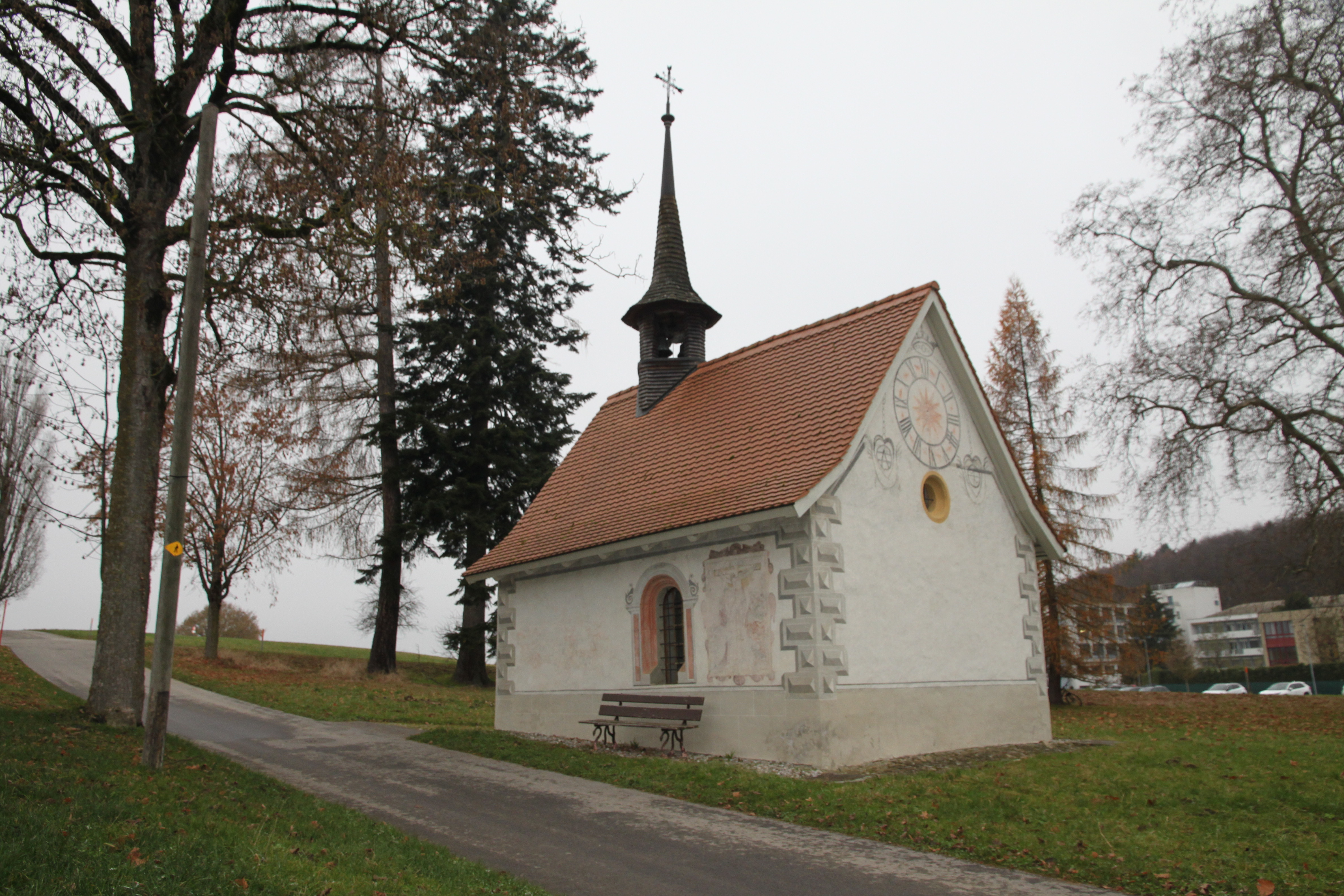
Kapelle St. Peter und Paul mit aufgemalten Eckquadern
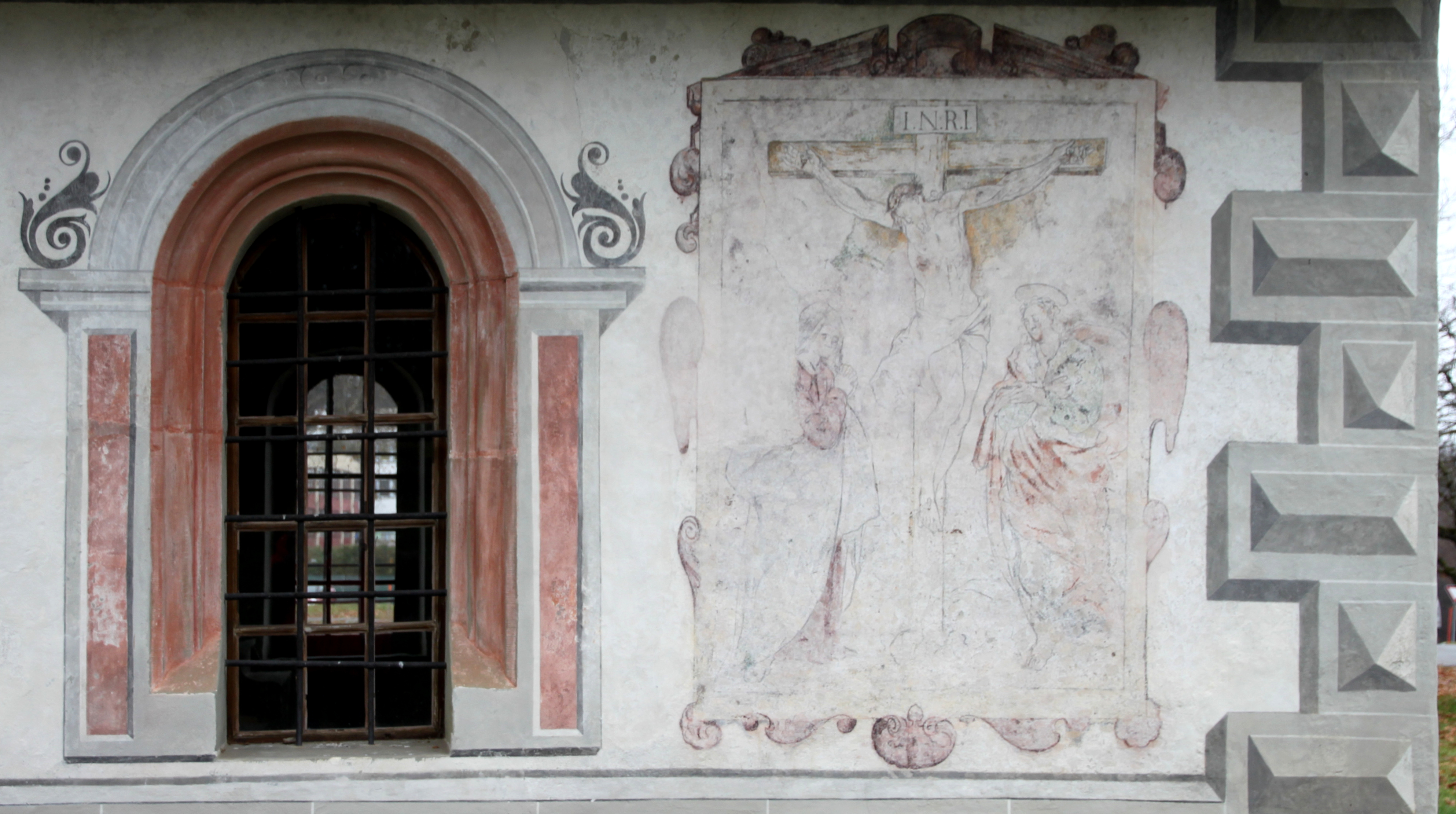
Detail der Südwand mit Fenster und Wandmalerei
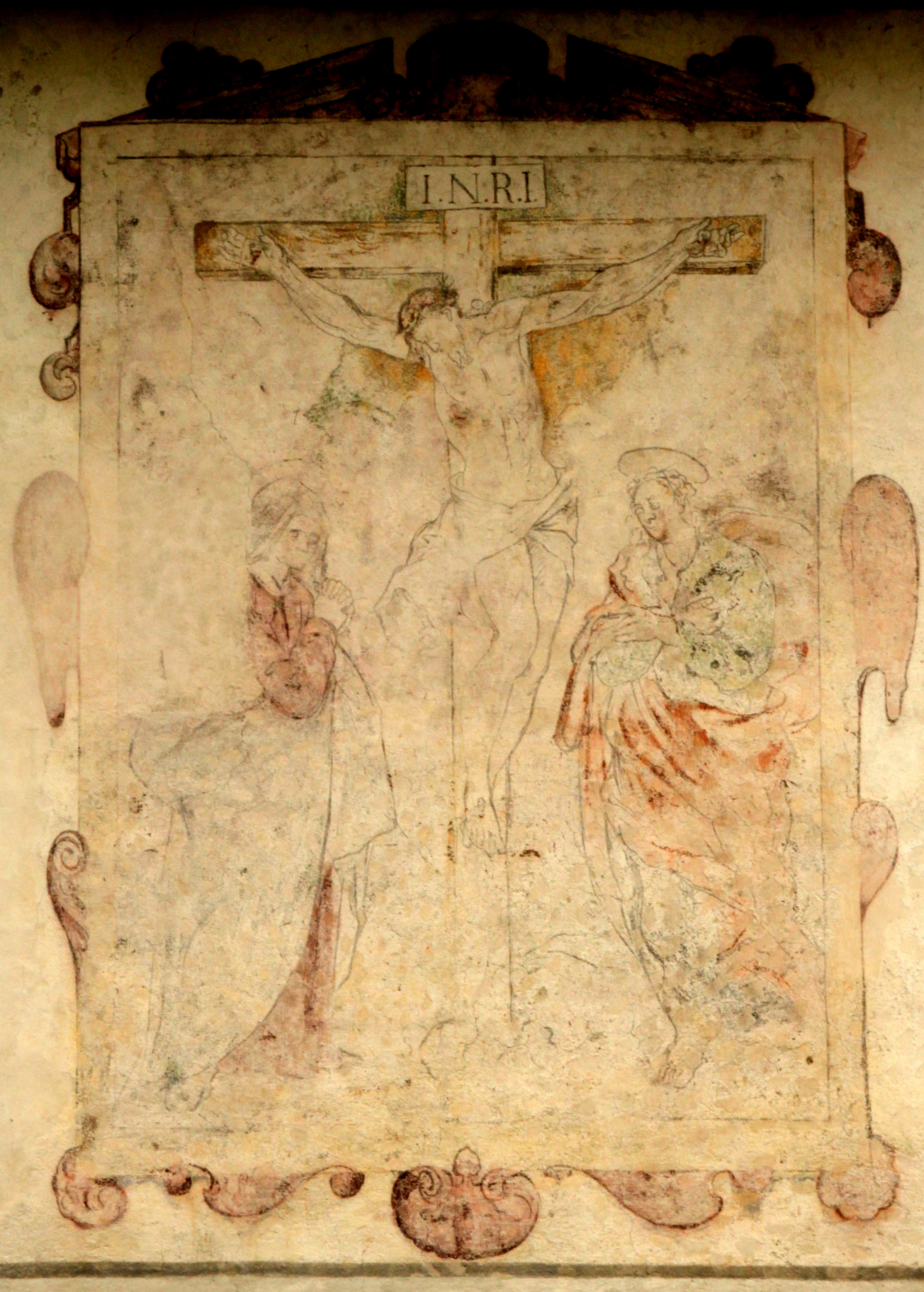
Wandmalerei mit Kreuzigung an der Südwand der Kapelle
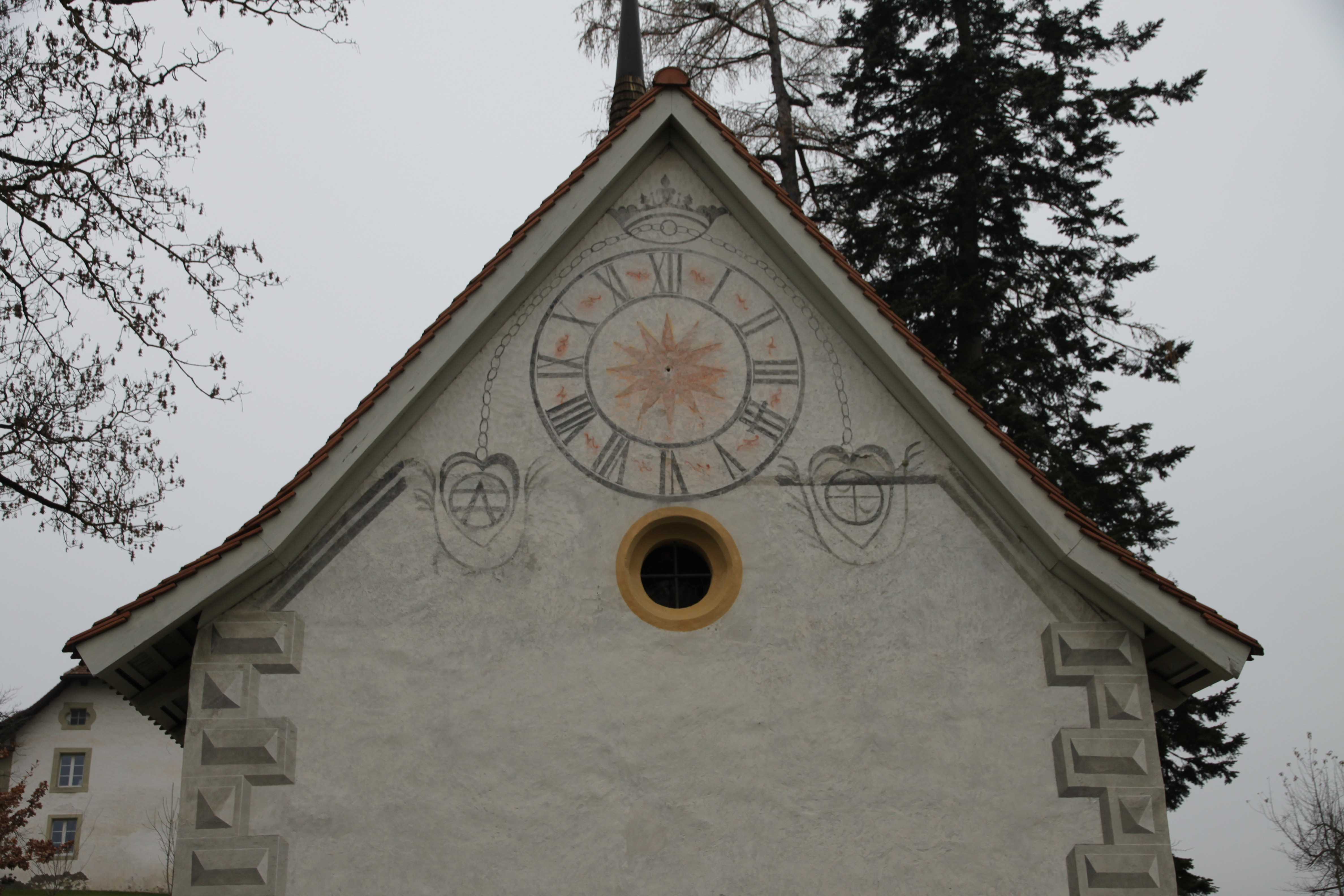
Giebel mit aufgemalter Uhr und zwei seitlichen Familienwappen
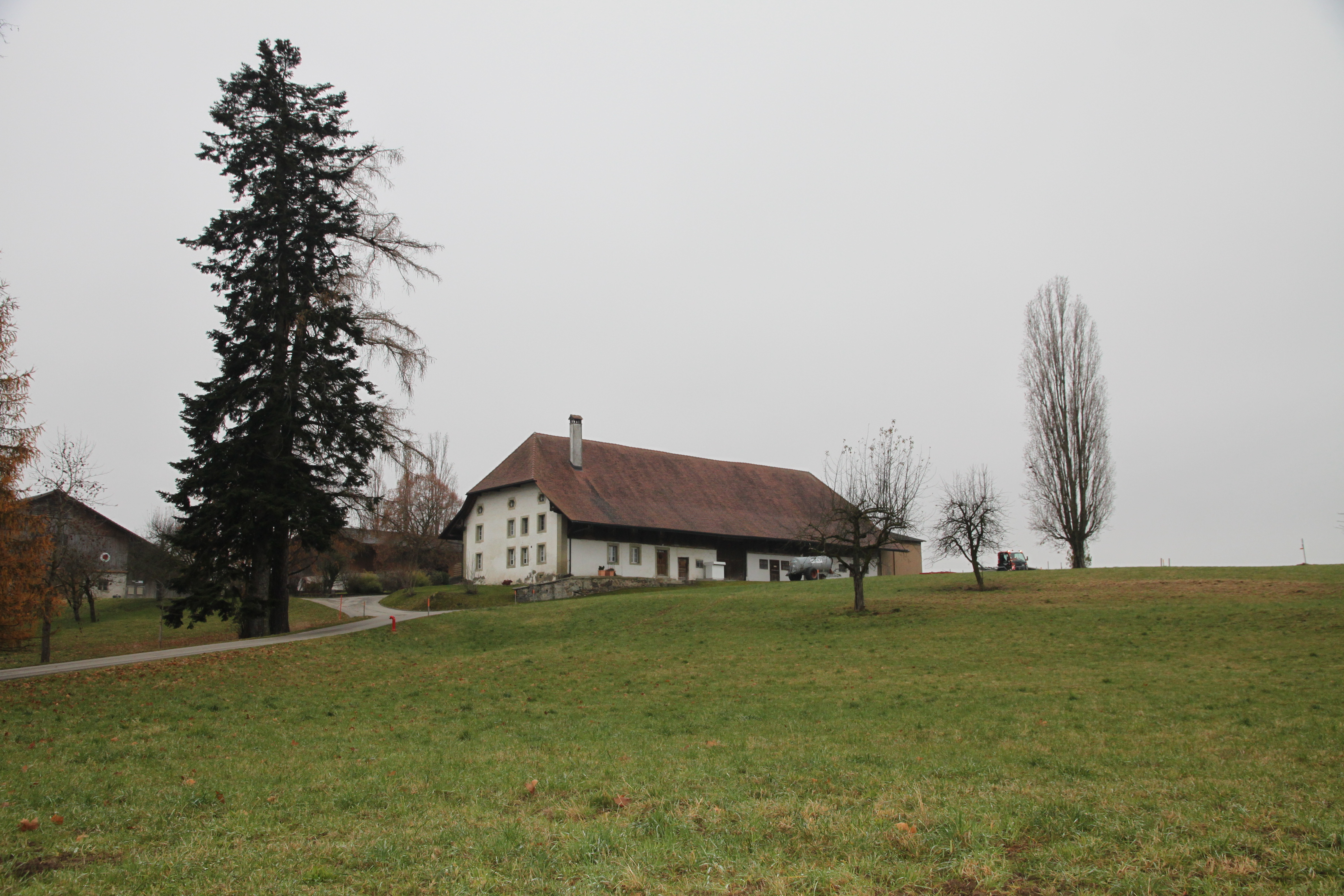
Bauernhaus des Schlosspächters mit doppeltem Stall und Wohnteil
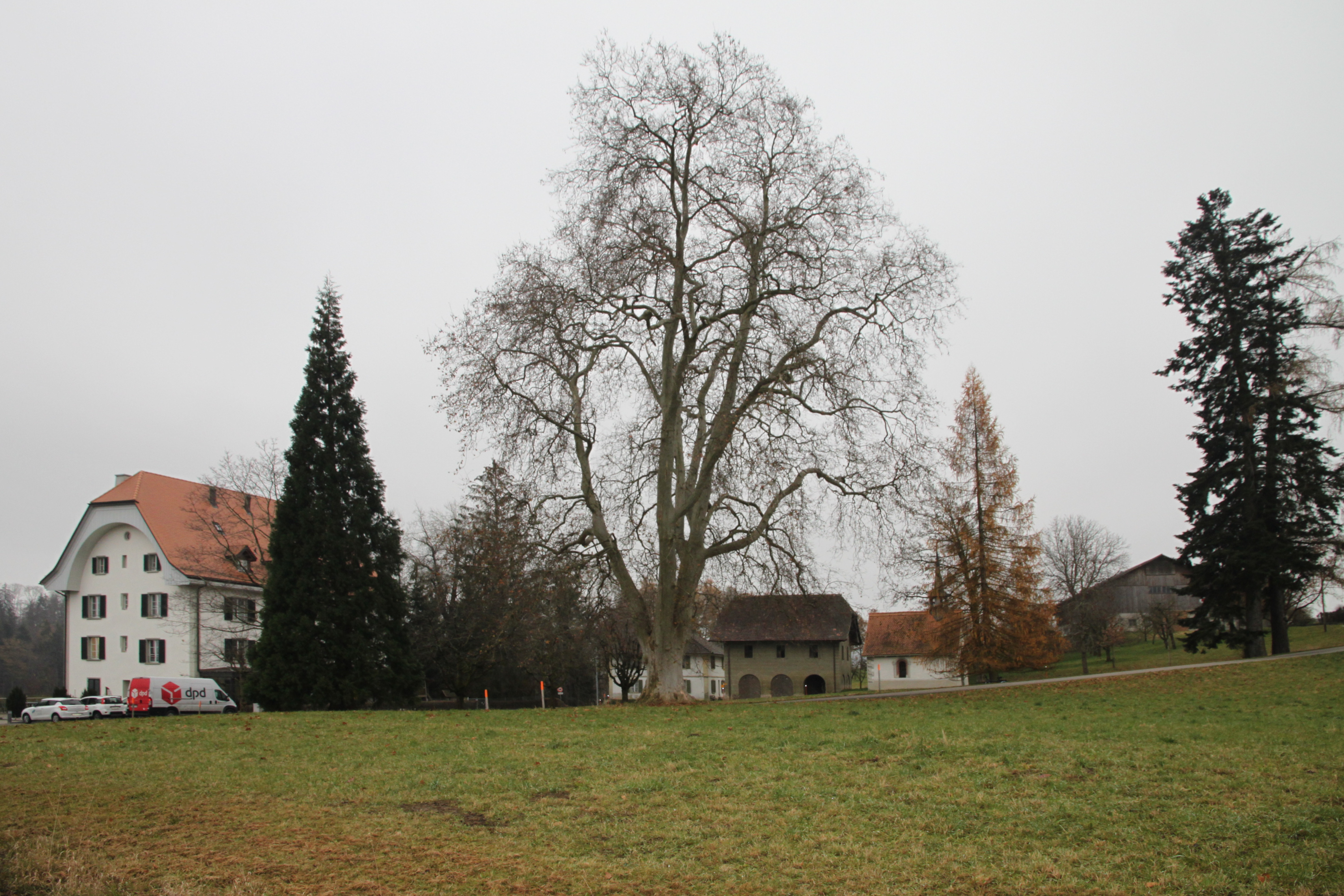
Schloss und Nebengebäude im Schutz von Nadel- und Laubbäumen